# Nathaniel Schmidt
Nathaniel Schmidt, född 22 maj 1862 i Hudiksvall, död 1939 i Ithaca, New York, var en svensk-amerikansk filolog och religionshistoriker.
Schmidt blev student 1882, studerade vid Stockholms högskola och undervisade i Betelseminariet i Stockholm 1882–84, reste 1884 till USA, där han fortsatte studierna vid Colgate University i Hamilton, New York 1884–87. Han var professor i semitiska språk vid Colgate University 1888–96, åtnjöt tjänstledighet 1890 och ägnade sig särskilt åt arabiska och etiopiska studier vid Berlins universitet samt kallades 1896 till professuren i semitiska språk och orientalisk historia vid Cornell University i Ithaca. Han var direktör för amerikanska arkeologiska skolan i Jerusalem 1904–05 och gjorde viktiga forskningsresor på Döda havet, i Syrien och Arabiska halvön. 
Schmidt utövade omfattande författarverksamhet i filologiska, historiska, teologiska och etisk-filosofiska ämnen, dels som medarbetare i flera encyklopediska verk, dels genom artiklar i facktidskrifter, dels genom ett stort antal självständigt utgivna arbeten.